# Taishi Matsumoto
Taishi Matsumoto (jap. 松本 泰志, Matsumoto Taishi; * 22. August 1998 in Higashimatsuyama, Präfektur Saitama) ist ein japanischer Fußballspieler.

## Karriere

### Verein
Taishi Matsumoto erlernte das Fußballspielen in den Jugendmannschaften von Konan Minami Soccer Shonendan und dem Kumagaya SC sowie der Schulmannschaft der Shohei High School. 2017 unterschrieb er seinen ersten Profivertrag bei Sanfrecce Hiroshima. Der Verein aus Hiroshima, einer Hafenstadt im Südwesten der japanischen Hauptinsel Honshū, spielte in der höchsten Liga des Landes, der J1 League. Von August 2020 bis Saisonende wurde er an Avispa Fukuoka aus Fukuoka ausgeliehen. Mit dem Verein spielte er in der zweiten Liga, der J2 League. Ende der Saison wurde er mit dem Verein Vizemeister und stieg in die erste Liga auf. Für Fukuoka absolvierte er 25 Zweitligaspiele. Direkt im Anschluss wurde er Anfang 2021 an den Erstligisten Cerezo Osaka ausgeliehen. Für Cerezo stand er zweimal in der ersten Liga auf dem Spielfeld. Ende Juli 2021 kehrte er zu Sanfrecce zurück. Am 22. Oktober 2022 stand er mit Hiroshima im Endspiel des Japanischen Ligapokals. Hier besiegte man Cerezo Osaka mit 2:1. Am Ende der Saison 2024 wurde er mit Sanfrecce Hiroshima Vizemeister der Liga. Nach insgesamt 104 Ligaspielen wechselte er im Januar 2025 zu den ebenfalls in der ersten Liga spielenden Urawa Red Diamonds.

### Nationalmannschaft
Taishi Matsumoto spielte zehnmal in der U-21 und 16-mal in der japanischen U-23-Nationalmannschaft.

## Erfolge
Avispa Fukuoka
- Japanischer Zweitligavizemeister: 2020  ▲

Sanfrecce Hiroshima
- Japanischer Ligapokalsieger: 2022
- Japanischer Vizemeister: 2024